# Wiktor Jankiewicz
Wiktor Jankiewicz – polski prawnik, adwokat, poseł do Sejmu Krajowego w Sarajewie.

## Życiorys
Jankiewicz pochodził z Gorlic, prawo ukończył na uniwersytetach w Pradze i Krakowie. Początkowo pracował w Galicji, po czym przeniósł się do Bośni, gdzie praktykował w sądzie, a następnie pracował jako adwokat w Tuzli. Dzięki swojej życzliwości dla mieszkańców regionu i profesjonalizmowi został w 1910 roku posełem Sejmu Krajowego w Sarajewie z ramienia chorwackiej klerykalno-nacjonalistycznej partii Hrvatskie Katoliča Udruga. W tym samym roku przeszedł do tzw. Stronnictwa Zjedniczarów i złożył swój mandat poselski. Ta druga partia również była chorwackim ugrupowaniem katolickim, jednak zdecydowanie dystansowała się od haseł nacjonalistycznych. Jankiewicz jako poseł popierał aspiracje Chorwatów, ale także wzywał do zgody i pozbycia się uprzedzeń narodowościowych.